# English Electric Canberra
De English Electric Canberra is een middelzware bommenwerper gebouwd door de luchtvaartdivisie van het Britse bedrijf English Electric. Het is de eerste middelzware bommenwerper met straalaandrijving van de Royal Air Force (RAF). Het toestel brak vele records en deed wereldwijd dienst bij vele luchtmachten.
Toen de eerste toestellen in 1949 vlogen werd de Canberra B2 als opvolger voor de Avro Lincoln en de Boeing B-29 beschouwd. Deze toestellen hadden op hun beurt de Handley Page Halifax en Avro Lancaster vervangen die gedurende de Tweede Wereldoorlog een uitstekende staat van dienst hadden opgebouwd. Men had er toen geen idee van dat de zeer betrouwbare Canberra in 1999 zijn 50e verjaardag zou beleven.

## Geschiedenis
Na de oorlog deden Britse straaljagers als de Gloster Meteor en de Havilland Vampire algemeen hun intrede en het werd duidelijk dat de volgende fase gericht zou zijn op een door straalmotoren aangedreven bommenwerper. Al in 1944 werd de behoefte geuit aan een snelle middelzware bommenwerper met straalaandrijving die op grote hoogte moest kunnen opereren.
Dit nieuwe toestel moest de snel verouderende types als de Westland Whirlwind, Hawker Typhoon en de Havilland Mosquito vervangen. Het zou enkele jaren de ruggengraat van de zich vernieuwende RAF vormen, tot de zware bommenwerpers zouden zijn vervangen want de ontwikkeling van de toestellen voor de nieuwe V-Force was inmiddels ook in volle gang.
De vliegtuigontwerper William Petter van English Electric Aircraft maakte daarop een ontwerp dat werd goedgekeurd en later bekend werd onder de naam Canberra. Het oorspronkelijke ontwerp was een eenmotorige bommenwerper met rechte vleugels en een ronde dwarsdoorsnede om problemen met de onder druk staande vliegtuigromp te minimaliseren. Vanwege de beperkte lading- en brandstofcapaciteit stapte men hier echter van af.
Een toestel met half in de romp gebouwde motoren werd even overwogen maar met de komst van de nieuwe kleine Rolls Royce Avon 101-motor ging de voorkeur duidelijk uit naar een toestel met in de vleugel gebouwde motoren. In het ontwerp bleven de rechte brede vleugels en de ronde dwarsdoorsnede bestaan.
Het prototype, de VN799, dat er bijna hetzelfde uitzag als de laatste versie, maakte zijn eerste vlucht op vrijdag 13 mei 1949

## Uitgebrachte types

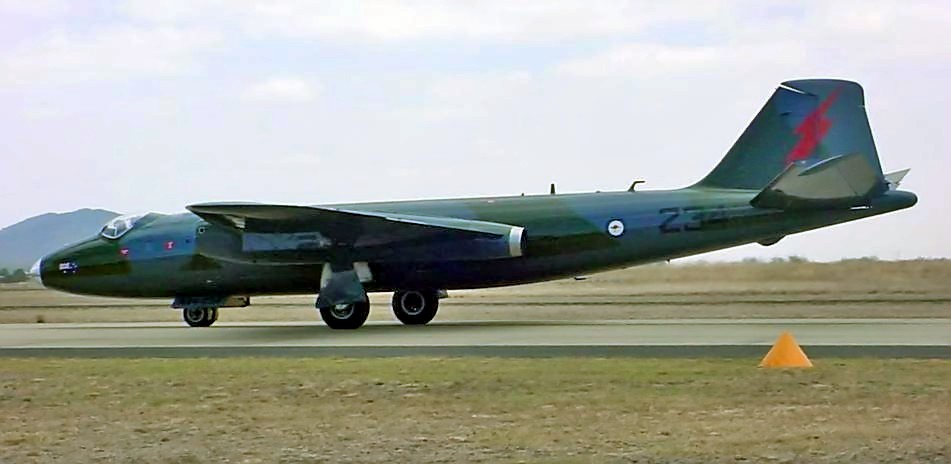
Canberra BI8 interdictor

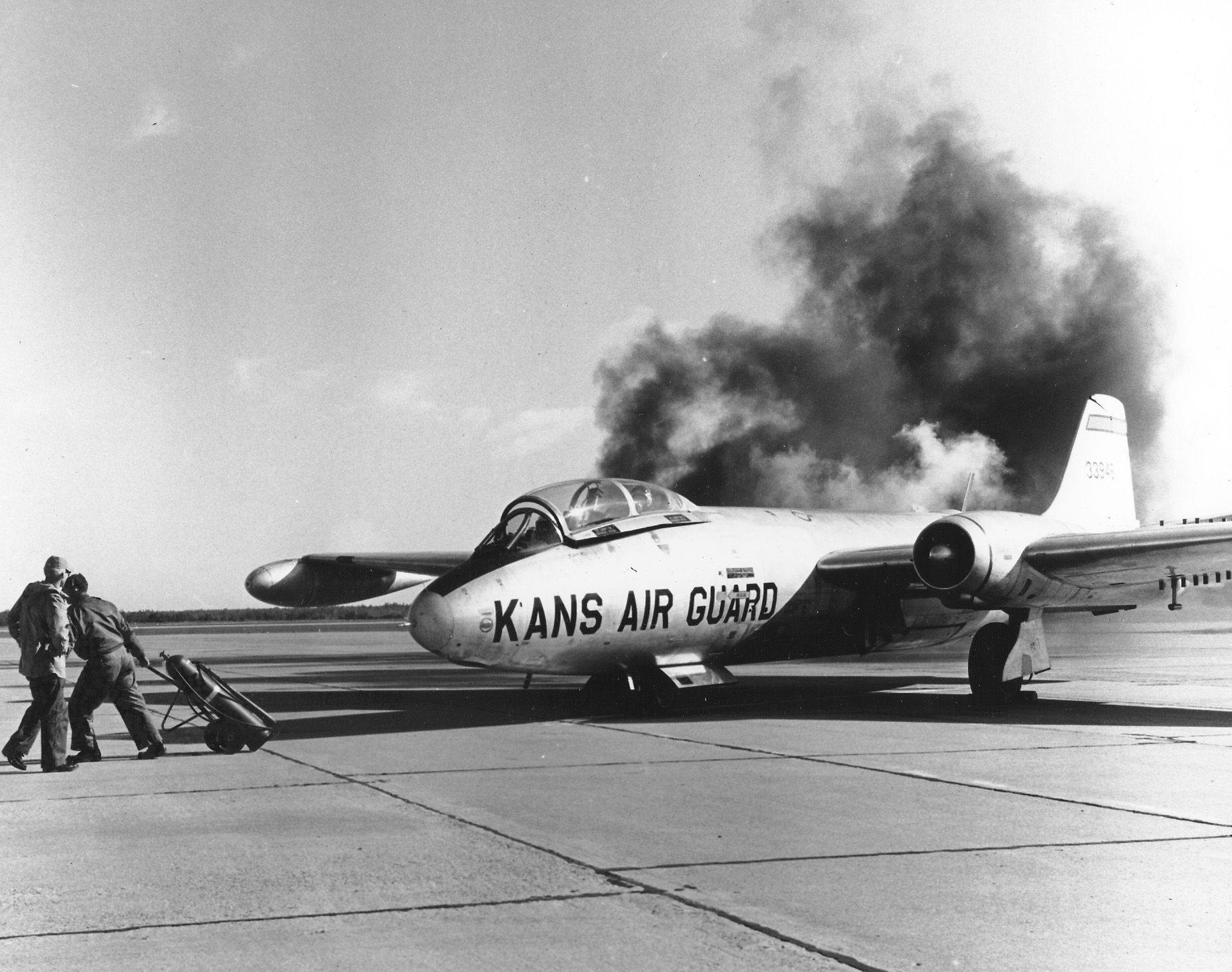
Amerikaanse B-57 Canberra. De rook komt van de startpatronen

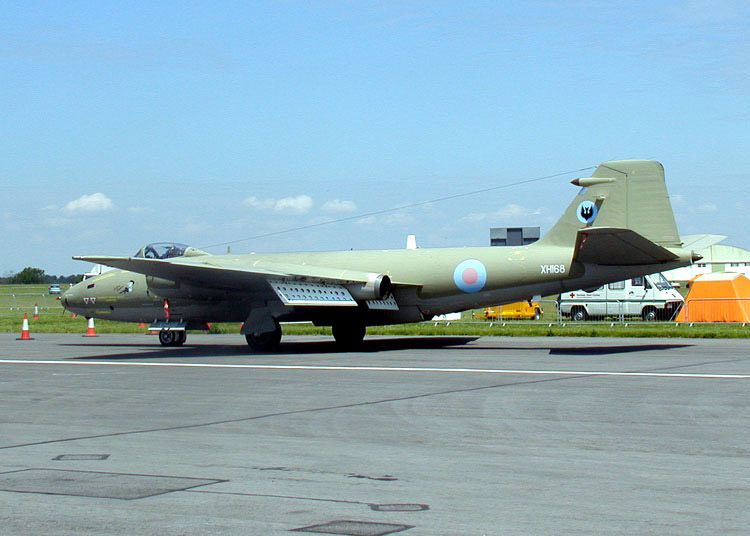
De PR9 fotoverkenner was tot 2006 operationeel

De Mk1 was ontworpen als English Electric A1 door W. Petter. Een tweezits middelzware straalbommenwerper geschikt voor operaties op grote hoogte met een nog te ontwikkelen radarrichtsysteem. Vier prototypes werden gebouwd waarvan een met Rolls Royce Nene- en de anderen met Rolls Royce Avon-motoren
Canberra B Mk2. Een toestel met drie bemanningsleden en een nog visueel bomrichtsysteem. Het radarrichtsysteem was in die tijd nog onbetrouwbaar. Er werden twee prototypes gebouwd met RR Avon 101-motoren. Bij de productie kreeg het toestel in januari 1951 officieel de naam Canberra. De toestellen werden geleverd door de firma’s English Electric, Avro, Handley Page en Short Brothers. De Mk2 werd in mei 1951 operationeel bij 101 Squadron op RAF Binbrook. In totaal zijn er 416 geleverd.
Canberra PR Mk3. Een tweezits fotoverkennerversie met een iets verlengde romp om de vooruitgerichte camera onder te brengen. Uitgerust met 1 F49 verticale en 6 F52 rondom geplaatste camera’s. Werd bij 540 Sqn op RAF Benson operationeel in december 1952; daarna bij 58 en 82 Sqn. Totaal 35 PR Mk3’s afgeleverd.
Canberra T Mk4. De trainingversie. Instructeur en vlieger in opleiding zaten op schietstoelen onder de 'bubbel' en de navigator op de schietstoel er achter. De T.4 had geen glazen neus en werd operationeel in 1953 bij 231 Operational Conversion Unit op RAF Bassingbourne. Totaal 66 afgeleverd.
Canberra B Mk5. Een doelmarkeerdervariant met RR Avon 109’s. Dit toestel maakte een recordbrekende dubbele oversteek van de Atlantische oceaan op 26 augustus 1952. De doelmarkeerder werd echter nooit geproduceerd en werd in 1954 tot prototype van de BI8 omgebouwd.
Canberra B Mk6. Een tactische driezits bommenwerper met het nieuwe Blue Shadow-radarrichtsysteem en opvolger voor de B2. De B6 had sterkere Avon 109-motoren. De eerste operationele toestellen werden in juni 1954 operationeel bij 101 Sqn op RAF Binbrook. Totaal zijn 97 Canberra B6s werden geleverd door English Electric en Short Brothers.
Canberra BI Mk6. Een interim interdictie/bommenwerpervariant met drie bemanningsleden en met RR Avon 109’s. Dit toestel was de tijdelijke interdictieversie tijdens de ontwikkeling van de BI8. De BI6 kon worden uitgerust met een module van vier 20mm-kanonnen en met hardpoints onder de vleugels voor het uitvoeren van bombardementen. De 22 geleverde BI6-toestellen waren alleen bestemd voor 213 Sqn van 2nd Tactical Airforce RAF Germany en waren operationeel vanaf juli 1953.
Canberra PR Mk7. De tweezits fotoverkennerversie van de B6. De aandrijving was middels RR Avon 109’s. Het toestel werd initieel geleverd aan 542 Sqn op RAF Wyton en werd vanaf 1954 de ruggengraat van de RAF-fotoverkenners. Er zijn totaal 74 stuks van deze versie afgeleverd.
Canberra BI Mk8. De tweezits nachtinterdictor/tactische bommenwerper. De eerste vlucht werd gemaakt in 1954. Alleen de vlieger beschikte over een schietstoel. De BI8 kon worden uitgerust met een module van vier 20mm-kanonnen en had hardpoints onder de vleugels voor het uitvoeren van bombardementen. Het toestel was speciaal ontworpen voor het afwerpen van een tactische atoombom vanuit het interne bommenruim. Het werd in 1956 operationeel bij 88 Sqn op RAF Wildenrath. Totaal zijn 82 interdictors geleverd.
Canberra PR Mk9. Fotoverkenner tweezitsversie speciaal voor operaties op grote hoogte en daarom voorzien van krachtiger bediening, een langere vleugel en een grote staartsectie. De aandrijving van deze krachtigste Canberra gebeurde door RR Avon 206-motoren. Totaal werden er 23 toestellen gebouwd welke in 1960 operationeel werden bij 58 Sqn op RAF Wyton en tot in 2006 operationeel bleven bij 39 Sqn op RAF Marham.
Canberra U Mk10. Een van de totaal 17 uit de B2 omgebouwde radiobestuurde doelvliegtuigen. De toestellen werden gebouwd voor het fungeren als doelvliegtuigen op de Australische weaponrange in Woomera. Later werden er nog zes stuks bijbesteld voor de RN.
Canberra T Mk11/19. Een B.2-configuratie met een speciale neus-radome voor het nieuwe Airborne Interception Radar and Pilot's Attack Sight System (AIRPASS). Er werden 9 geleverd, allen aan 85 Sqn. Later werden de AIRPASS-radars verwijderd maar de neus-radome werd intact gelaten. Deze Canberra's werden aangeduid als T.19.
Canberra B Mk15/16. Aangepaste B6 voor lowlevel grondaanvallen. Dit toestel had ongeleide raketten onder de vleugels en was hoofdzakelijk bestemd voor de Akrotiri Strike Wing op Cyprus. Er werden 38 toestellen naar B.15 standaard omgebouwd. De B.16 was iets verschillend; vanwege de plaatsing van het Blue Shadow-richtsysteem verviel hierdoor een van de schietstoelen. De B.15's van 32 en 73 Sqn werden aangepast om Nord AS.30 lucht-grond-raketten af te vuren. Er zijn 19 B6’s omgebouwd tot B16’s.
Canberra T Mk17. Omgebouwde B2-versie voor de elektronische oorlogvoering. Dit type werd alleen gebruikt door het gemengde 360 Sqn waarbij zowel personeel van de luchtmacht als de marine was ingedeeld. De ECM/ECW-apparatuur was ondergebracht in de speciale neusconfiguratie en in het bommenruim. Hiervan zijn 22 toestellen gebouwd.
Canberra TT.Mk18. Een uit de B2 omgebouwde doelsleepversie. Voorzien van pylons met doelsleepinstallaties en van gele en zwarte strepen ter herkenning. In totaal werden er 23 omgebouwd.
Canberra T Mk22. Aangepaste verkenner PR.7-versie speciaal voor de Royal Navy die werd gebruikt voor de radartraining van de Blackburn Buccaneer met zijn Blue Parrot-radarsysteem. Totaal 7 stuks gebouwd en operationeel geweest van 1973-1985 tot uitfasering.

## Gebruik buiten Groot-Brittannië

### Argentinië
De Canberra’s werden ook door andere landen zoals Argentinië aangeschaft. Het eerste contract was in 1967 voor 10 ex-RAF B2’s en 2 T4’s. Deze werden gemodificeerd door British Aerospace Corp. en als B62’s en T64’s geleverd in 1970. Het tweede contract was in 1981 en betrof twee andere toestellen maar vanwege de oorlog om de Falklandeilanden mochten deze niet geleverd worden. Zelfs nu vliegt hiervan een aantal nog bij de Argentijnse luchtmacht. Zij zijn inmiddels voorzien van een ander startsysteem vanwege het ontbreken van startpatronen. Dit systeem, ontworpen door de II Air Brigade uit Paraná is gebaseerd op samengeperste lucht. De startturbine kreeg, door het ontbreken van de hoge temperatuur van de startpatroon, een langere levensduur. De Canberra werd in november 1970 in Argentinië operationeel en bleef dit 30 jaar lang tot 2000.

### Australië / Nieuw-Zeeland
Australië was naast de Verenigde Staten een van de twee landen waar de Canberra’s in licentie werden gebouwd. De productie bij de Government Aircraft Factory, Fisherman's Bend, Melbourne startte in 1951. De eerste Australische Canberra vloog in mei 1953. 29 jaar later, na een lange respectabele staat van dienst werd de Canberra door de RAAF uitgefaseerd. Tijdens deze periode is het toestel veelvuldig ingezet in de Vietnamoorlog.
In afwachting van hun eigen Canberra’s huurde de RNZAF in 1958 een compleet squadron van 17 B2’s en 3 T4’s van de RAF. Deze werden van 1958 – 1962 door het nieuwe 75 Sqn van de RNZAF gebruikt. Dit squadron was gelegerd op RAF Tengah (Singapore) en kwam ook in daadwerkelijk actie in Maleisië in 1959. Nieuw-Zeeland bestelde in 1958 11 toestellen voor het 14 Sqn gelegerd op RNZAF Ohakea. Het betrof hier 9 B(I)12 en 2 T.13 Canberras. De B(I)12 was gelijkwaardig aan de RAF B(I)8 maar had een automatische piloot en een aangepast navigatiesysteem. De T.13 was gelijkwaardig aan de T.4 maar met automatische piloot en een extra brandstoftank in het bommenruim. De B(I)12 met nummer NZ6109 en de T.13 met nummer NZ6151 waren de laatste Canberra's van de English Electric productielijn. Deze twee werden in 1961 overgedragen en bestonden uit reservedelen die waren gemaakt voor de sluiting van de productielijn in 1959.

### Verenigde Staten
Ook in de Verenigde Staten bouwde de Canberra een prima reputatie op. Evaluaties bevestigden het Amerikaanse vermoeden dat het om een betrouwbaar toestel ging dat zeer goed bruikbaar was in de USAF. Omdat English Electric onvoldoende productiecapaciteit bezat verwierf de toenmalige Amerikaanse Glenn Martin Company (nu deel uitmakend van Lockheed Martin Corp.) het recht op de licentiebouw. De in de Verenigde Staten geproduceerde toestellen kwamen op de markt onder de naam Martin B-57 Canberra en werden veelvuldig in Vietnam ingezet. Ook de B-57 werd in diverse types uitgebracht.